# Marea Alboran

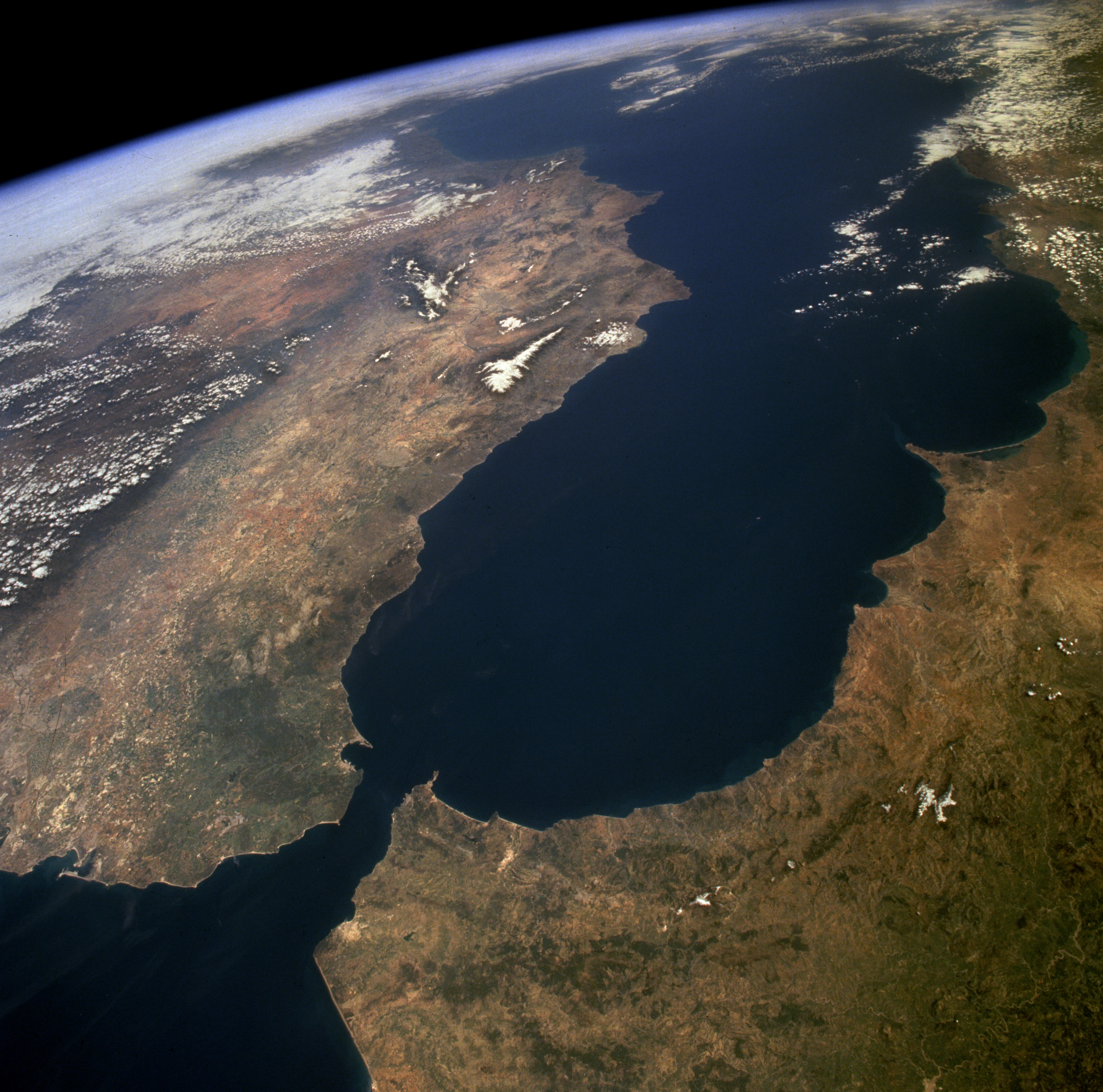
Marea Alboran văzută din satelit de la vest la est.

Marea Alboran este cea mai vestică parte a Mării Mediterane. Ea este cuprinsă între Spania la nord, Algeria și Maroc la sud și strâmtoarea Gibraltar la vest. Este de asemenea numele unei ecoregiuni clasate de World Wide Fund for Nature.
Marea își trage numele de la mica insulă Alborán, situată la mijlocul distanței dintre orașele Almeria și Melilla (enclave spaniole pe coasta marocană).
Orașe principale: Malaga, Algeciras, Ceuta, Melilla și Almeria (Spania). Tanger, Tetouan, Nador, Al Hoceima și Saidia (Maroc) și Gibraltar (Marea Britanie)
Principalele porturi : Algeciras, Malaga, Almeria, Melilla, Ceuta, Nador și Tanger
Stațiuni balneare : Saidia, Martil, Cabo Negro și Al Hoceima (Maroc). Marbella, Malaga și Almeria (Spania)

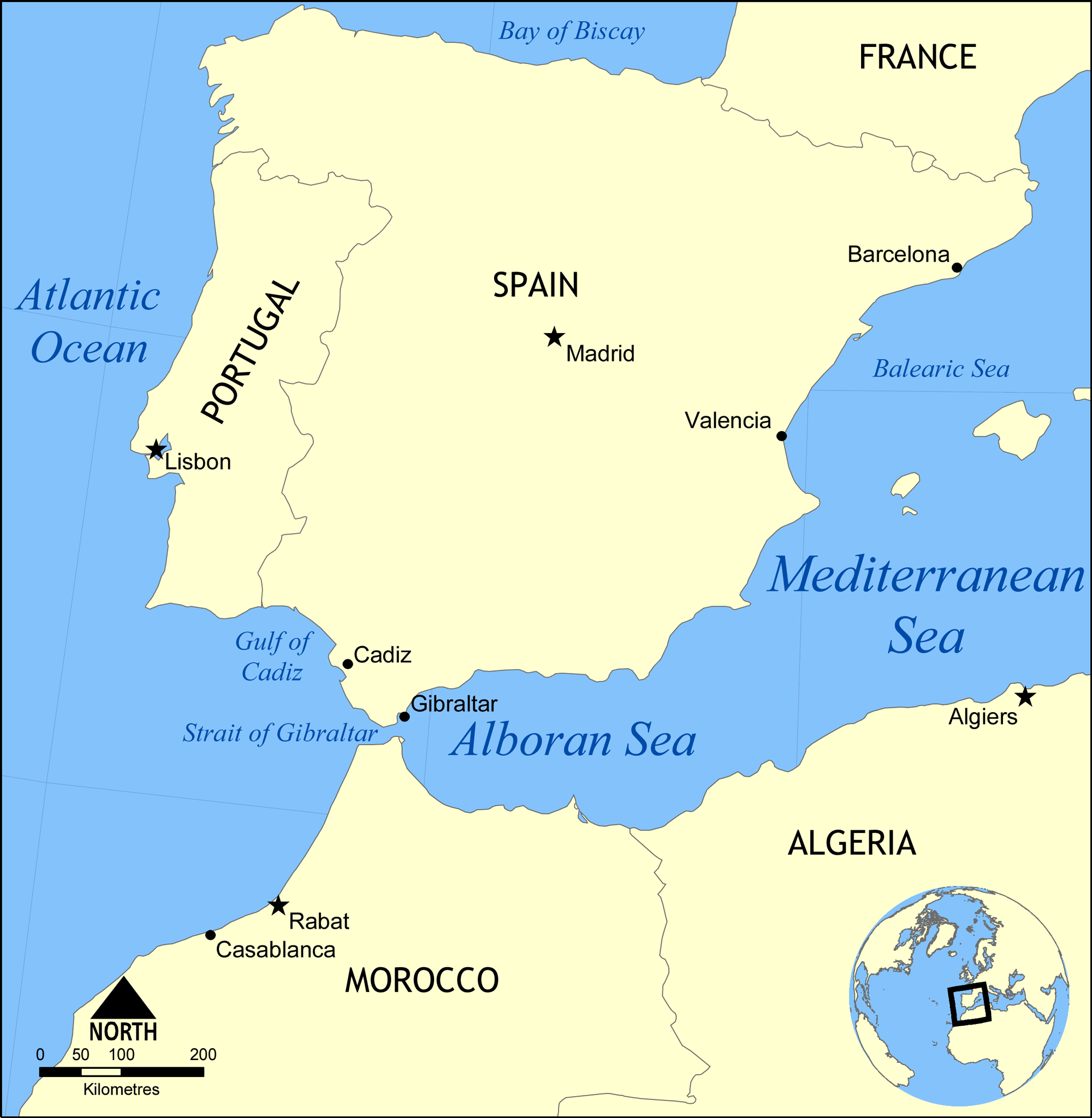
Harta Mării Alboran.